# نافيد نسيمي
نافيد نسيمي (بالأوكرانية: Насімі Навід Даудович)‏ هو لاعب كرة قدم أوكراني في مركز الوسط، ولد في 1 مارس 1995 في كييف في أوكرانيا. لعب مع تشورنومورتس أوديسا.

## وصلات خارجية
- نافيد نسيمي على موقع اتحاد أوكرانيا (الإنجليزية)
- نافيد نسيمي على موقع قاعدة بيانات كرة القدم.إي يو (الإنجليزية)
- نافيد نسيمي على موقع Soccerway.com (الإنجليزية)